# Natzaret Il·lit
Natzaret Il·lit (en hebreu: נצרת עילית) (en àrab: ناصيرات عيليت) és una ciutat que està situada en el Districte del Nord d'Israel, en la regió de Galilea. A uns 500 metres sobre el nivell del mar, és una de les poques ciutats a Israel on neva cada hivern.
La ciutat va ser fundada en 1954, segons la visió i les instruccions del ex-primer ministre David Ben-Gurion, com la part nova de la ciutat arab israeliana de Natzaret.
En 1956 van arribar els primers habitants a aquesta nova ciutat. En 2010 el municipi tenia una població de 40.700 habitants.
La ciutat està situada a prop de l'antiga ciutat de Natzaret, en la regió de Galilea, a una distància de 30 quilòmetres a l'oest de la ciutat de Tiberíades. La vila es troba a 110 km de Tel-Aviv, i a 165 km de Jerusalem, la capital de l'Estat d'Israel.

## Demografia
D'acord amb les dades del cens de població de l'Oficina Central d'Estadístiques d'Israel (OCEI), en 2015 vivien en la ciutat unes 40.198 persones a Natzaret Il·lit, amb un creixement anual del 0,3%.
La composició ètnica i religiosa de la ciutat era: 64,4% jueus, 14,4% cristians, 7,2% musulmans i 14% altres ètnies.
En la dècada de 1990, Natzaret Il·lit va ser la ciutat de més ràpid desenvolupament del país, amb una taxa de creixement de gairebé el 70 per cent.
Entre els nouvinguts hi havia immigrants de l'antiga Unió Soviètica, d'Amèrica del Sud, i parelles joves d'altres ciutats d'Israel. En 2012, el 17% dels 40.000 residents de la ciutat tenien l'idioma àrab com a llengua materna.
| Gràfica d'evolució de Natzaret Il·lit entre 1961 i 2010 |
|                                                         |

## Economia
Natzaret Il·lit és un centre industrial, comercial i de serveis, que està situat en el districte del nord, a Galilea que ofereix els seus serveis a les poblacions properes.
La indústria té una infraestructura important, no només pel volum que ocupa en l'economia de la ciutat, sinó també per la seva ubicació en les proximitats de zones residencials.
Natzaret Il·lit posseeix unes cinc zones industrials: les zones industrials A, B i C, la zona industrial de Har Yona,  i la zona industrial del nord de la ciutat. Un centenar de fàbriques diferents funcionen en aquestes zones industrials. En la ciutat es troba la famosa fàbrica de xocolata Elite-Strauss que dona feina a unes 600 persones.

## Educació
La ciutat té una gran varietat d'estructures preescolars, cobrint tot un espectre d'opcions religioses i no religioses. Hi ha 12 escoles primàries, que inclouen una escola estatal religiosa, una escola del moviment Habad, i dues escoles secundàries. El sistema educatiu religiós s'està expandint, amb una nova escola per a nens i nenes.
Hi ha la Ieixivà Hesder, que combina el servei militar amb anys d'aprenentatge en la Ieixivà, i que ha obert un centre a Natzaret Il·lit. Altres opcions pels estudiants religiosos de secundària inclouen escoles de Habad Lubavitx a: Natzaret Il·lit, Afula, i Migdal HaEmek.
La ciutat s'ha marcat com a objectiu el millorar les notes dels estudiants religiosos de la ciutat, també cal dir que el seu nombre creix cada any. Natzaret Il·lit té un institut regional, que serveix com Escola d'Enginyeria per la regió. Hi ha una gran varietat d'activitats després de les classes disponibles pels joves.

## Transport
La ciutat disposa d'un servei de transport intern, i comunicacions amb altres ciutats.

## Agermanaments
- San Miguel de Tucumán, Argentina
- Leverkusen, Alemanya
- Klagenfurt, Àustria
- Alba Iulia, Romania
- Chernivtsi, Ucraïna
- Kikinda, Sèrbia
- Saint-Étienne, França
- Győr, Hongria